# Azomureș (materiale fotosensibile)
Azomureș (sau AZO) a fost unica marcă de materiale fotosensibile din România, produsă de Combinatul de Îngrășăminte Azotoase Târgu-Mureș între 1969 și 2003. Începând din 1981, aceasta a beneficiat de o nouă fabrică. 
Materialele fotografice au fost realizate într-o secție separată de combinatul chimic, în partea de nord a orașului Târgu Mureș, primele produse începând din 1981 având licență japoneză Konishiroku⁠(en)[traduceți] iar restul care au urmat fiind dezvoltate în țară. Decizia amplasării fabricii în acest oraș a avut la bază tradiția în arta fotografică și existența unei întreprinderi mai vechi în domeniu, înființată în 1947 de frații Imre și Attila Horváth cu mărcile IMAGO și ARFO.
Principalele produse erau hârtiile și filmele fotografice alb-negru și color pentru uz fotografic, industrial și medical și filmele cinematografice alb-negru și color. Fabrica s-a remarcat a fi și una dintre cele mai noi întreprinderi de acest fel din lume.
Ca urmare a cererii scăzute de film la începutul anilor 2000, a tehnologiei învechite de producție și a datoriilor, secția a fost închisă în anul 2003.

## Istoric

### Context
În Târgu Mureș exista o tradiție în domeniul fotografiei începând cu secolul XIX, unde în 1865 Péter Ciehulszki a realizat și prelucrat o serie de fotografii în atelierul propriu. În perioada următoare s-au deschis și alte ateliere și studiouri, ceea ce a dus la crearea în 1905 a Amatőr Fényképészek Egyesületének (în română Asociația fotografilor amatori).
În 8 octombrie 1933 a avut loc la Târgu Mureș cea mai mare expoziție fotografică organizată de Erdélyi Kárpát-egyesület⁠(hu)[traduceți] (în română Societatea Carpatină Ardeleană), unde 205 de fotografii au fost înscrise în următoarele grupe: peisaje, portrete, specifice, speciale și începători. Președintele expoziției, Gábor Szijgyártó, a declarat faptul că „concurenții adunați au dovedit un simț atât de mare în arta fotografiei, de viziune și pregătire tehnică perfectă, încât rareori mai întâlnim așa ceva la expoziții similare din orașele cosmopolite occidentale.”
La începutul anilor 1950, József Marx (fotoreporter al ziarului Új Élet la invitația redactorului-șef András Sütő) a oferit mai multor fotografi amatori locali posibilitatea de a-și trimite fotografiile la expoziții din țară și străinătate, înființând în 1953 Clubul Foto (în maghiară Marosvásárhelyi Fotóklub), ca unul dintre cercurile artistice ale Casei de Cultură din Târgu Mureș. În 1958 a organizat prima expoziție națională.

### Fabrica de hârtie fotografică
După al Doilea Război Mondial, fotografii profesioniști și amatori și-au reluat activitatea, însă cei care obișnuiau să folosească produsele industriei fotografice germane (Kodak, Agfa) s-au confruntat cu o lipsă semnificativă de film și hârtie fotografică. Astfel, frații Imre și Attila Horváth din Târgu Mureș, cu ajutorul unei sore a acestora și a cumnatului care aveau un studio foto, au amenajat un laborator într-un garaj închiriat din strada Baross Gábor (actuala Horea) pentru producerea de hârtie fotografică numită IMAGO, în 1947. Ideea producerii hârtiei a revenit lui Imre, care era fotograf amator și se ocupa cu aspectele practice ale producției iar Attila a început să studieze chimia fotografică și se ocupa de aspectele organizatorice și științifice.
Ca urmare a naționalizării, în toamna anului 1950 IMAGO a încetat să mai existe și a fost înlocuit de secția de hârtie foto din cadrul Întreprinderii de industrie locală „Lázár Ödön”, secție amenajată în apartamentul surorii lui Lázár Ödön. Attila a fost director al unității (între 1950 și 1960) Imre director tehnic iar Erzsébet Nagyné Logyin tehnician de laborator. Instalația principală de producere a fost realizată de Imre în atelierul unei școli tehnice locale iar capacitatea era de 50 mp pe zi. Firma Tehnoimport din București a trimis un reprezentant în scopul verificării celor trei fabrici de hârtie fotografică existente în țară la acea vreme: Târgu Mureș, București și secția de la „Flamura Roșie” Sibiu și s-a constatat că doar cea de la Târgu Mureș era capabilă să se dezvolte și că avea nevoie de ajutor.
În 1951, statul român a alocat 20 de milioane de lei pentru construirea unei noi fabrici, fiind finalizată în anul 1953 în strada Piața Zrínyi (ulterior Piața Roosevelt, actuala Piața Mărășești, astăzi fiind sediul Direcției pentru Agricultură Mureș). Alte instalații au fost proiectate de tehnicianul fabricii, departamentul tehnic și de investiții al întreprinderii „Lázár Ödön” a oferit asistență iar fabricarea lor revenind cooperativei meșteșugărești „Minszki Lajos” și atelierului central al întreprinderii de care fabrica foto aparținea. De asemenea, restul de 8 angajați au urmat cursuri de calificare.
Pe lângă utilaje noi, s-au mai montat stabilizatoare de tensiune, două cazane de abur și o stație frigorifică cu un compresor de 100.000 de calorii pentru procesul de uscare și încălzirea centralizată. Procesul de uscare era cu circuit închis, proiectat local, cu evacuarea aerului umed prin tuburi sub jet de apă, prin efectul de condensare, pierdea umiditatea și impuritățile și trecea printr-o baterie încălzită cu aburi pentru a fi recirculat. În laboratorul de preparare a emulsiilor s-a asigurat termostatizarea iar prepararea se realiza în 15 cazane duplicatoare de diferite mărimi, prevăzute cu câte un agitator mecanic și cu încălzire.
Investiția în noua fabrică a avut scopul de a putea răspunde nevoii de hârtie fotografică la nivel de țară, fără a mai necesita importuri.
Conducerea a pornit un curs de calificare profesională de șase luni, atât pentru angajați cât și pentru cei care încă nu lucrau acolo, în aritmetică, desen tehnic, chimie și tehnologie fotografică, cu scopul de a forma primii tehnicieni în industria hârtiei fotografice.
La început fabrica a întâmpinat probleme în privința calității din cauza hârtiei autohtone cu impurități de fier sau a gelatinei grase, elemente care provocau pete. Prin intermediul Editurii de Stat pentru literatură și artă (ESPLA) și Tehnoimport s-a importat hârtie din Kaliningrad și fotogelatină din alte țări, calitatea îmbunătățindu-se; și s-a început lucrul la emulsiile pentru filme radiologice și copiere fotomecanică.
Inițial s-a produs hârtie semi-lucioasă și mată cu bromură de argint și hârtie de seismograf. În 1954 s-a estimat că va acoperi jumătate din necesarul de hârtie din România. În 1955 a fost realizat primul copiator automat de cărți poștale din țară, pe care se realizau toate cărțile poștale românești, pe carton de model Rotatyp. În al doilea plan cincinal s-a propus acoperirea totală a necesarului și producerea unor noi variante de hârtie pentru electrocardiografie, seismografie și polarografie. Pe lângă hârtia adresată fotografilor s-a mai produs hârtie pentru segmentul industrial, geologic, de exploatarea petrolului și sănătății și existau sortimente de hârtie subțire aIbă-lucioasă; carton chamois-mat; cartonul alb-mat; alb-filigran; chamois-semimat; alb-pânzat și altele.
În laboratorul de emulsie, condus de Imre Horváth, se făceau experimente care urmăreau producerea de hârtie fotografică color, mărirea sensibilității emulsiei și introducerea emulsiei pe bază de clorură de argint cu sensibilitate scăzută pentru copiere, emulsia pe bază de cloro-bromură cu sensibilitate medie etc.
Intervenind alte dificultăți pe parcurs, în urma discuțiilor cu familia Horváth, Alexandru Moghioroș împreună cu ministrul industriei chimice, Mihail Florescu, au decis transferarea fabricii în industria chimică. În 1956, printr-o hotărâre a Consiliului de Miniștri, Întreprinderea „Nicolae Teclu” din Copșa Mică a preluat secția. În continuare au existat probleme, întrucât conducerea de la Copșa Mică nu permitea desfășurarea normală a activității. În anul 1962, fabrica de hârtie fotografică a fost atașată ca secție a Combinatului chimic „Karl Marx” din Târnăveni, dezvoltându-și în continuare producția sub numele ARFO (acronim din artă-fotografică) și având peste o sută de angajați. În anul 1969 secția a fost transferată la Combinatul de Îngrășăminte Azotoase Târgu-Mureș.
În 1960 Attila Horváth a părăsit fabrica de hârtie fotografică în favoarea carierei în învățământ ca urmare a unei decizii a directorului de la Întreprinderea „Nicolae Teclu” din Copșa Mică ca valoarea înlocuirii hârtiei defecte să fie dedusă din salariul directorului de unitate.
În 1966 a apărut „ARFO-TYP”, un sortiment de hârtie fotografică îmbunătățită pe bază pe cloro-bromură de argint și s-a experimentat și pus la punct procesul tehnologic pentru un tip de hârtie fotografică, destinat în special instituțiilor de documentare.

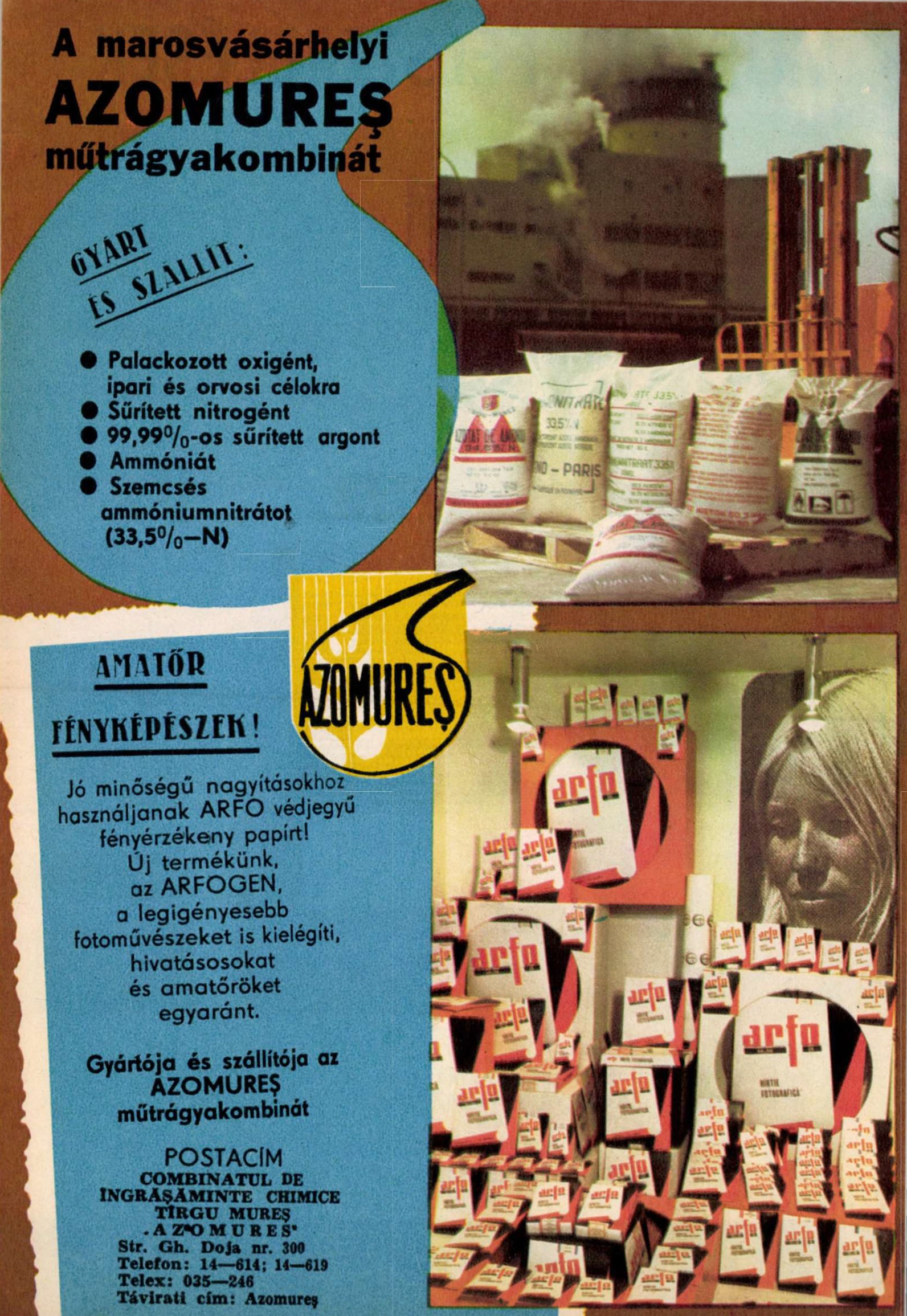
Reclamă la Azomureș (îngrășăminte chimice și materiale fotosensibile) în cotidianul Előre naptár din anul 1975.

În 1967 a fost introdusă hârtia ARFO-BROM, cu suprafață cristalină.
În 1968 sortimentul cu cloro-bromură era cel mai vândut, fiind utilizat la copiere și mărire. În același an existau șase tipuri de hârtie albă și trei tipuri de hârtie chamois cu bromură de argint, fiecare în patru grade de duritate, cu dimensiuni de la 6,5x9 la 50x60, și role pentru uz industrial. Hârtiile cu cloro-bromură erau disponibile în două game de trei grade de duritate, iar hârtiile tehnice erau ARFO-REFLEX și ARFO-STAT pentru aplicații documentare și hârtiile ARFO-GRAF pentru aplicații industriale și științifice, în patru variante de semilucios și mat. Tot pentru aplicații industriale exista hârtia Rotatyp cu cloro-bromură, utilizată deja pentru producția în masă de cărți poștale. De asemenea s-au început și experimentele în producerea de film fotografic, rezultând în primă fază un film cu sensibilitate redusă pentru documentare și diapozitive și s-a propus statului construirea unei noi fabrici mai moderne pentru sporirea capacității.
În 1971 secția avea 135 de angajați și producea 19 tipuri de hârtie fotografică, însemnând 1 000 000 de metri pătrați. În același an s-a creat pânza fotosensibilă pentru realizarea fundalurilor, produs dezvoltat în colaborare cu Societatea Română de Televiziune, cu căutare printre scenografi, companii de film, teatre și televiziuni. Produsul a fost utilizat la festivalul „Cerbul de Aur” din același an.
Potrivit jurnalistului Zoltán Bakó de la Székelyhon.ro⁠(hu)[traduceți], Imre Horváth a avut 50 de invenții între anii 1947 și 1972, nebrevetate însă.
La nivelul anului 1973 existau aproximativ 1 000 de sortimente și tipodimensiuni de hârtie fotosensibilă, acoperind 90 % din necesarul țării.
La nivelul anului 1980 se produceau materiale sub marca „Azomureș”: hârtii fotografice pentru copiat și mărit imaginile ARFO-TYP, ARFO-GEN și ARFO-BROM, hârtii fotografice pentru copiat și mărit documente ARFO-REFLEX și ARFO-STAT, hârtii fotografice pentru înregistrări oscilografice, seismografice, polarografice și în medicină, pentru înregistrări electrocardiografice, electroencefalografice, electromiocardice etc. Mai exista ARFO-GRAF, în variante diverse, film radiografic medical ARX-2, film radiografic industrial pentru gamadefectoscopie și film foto-tehnic pentru înregistrări geofizice.

### Fabrica de materiale fotosensibile

#### Fundament
La începutul anilor 1970 a fost înființat un grup de cercetare pentru a studia necesarul de materiale fotosensibile din România și modul de satisfacere a acestuia din producția internă. La acel moment materialele erau necesare în mai multe domenii precum tipografie, sănătate, industrie, armată, cinematografie și altele, domenii pe care fabrica veche de hârtie nu le putea acoperi din lipsa tehnologiei. Pe de altă parte, potrivit jurnalistei Éva Máthé de la Romániai Magyar Szó, producția de materiale fotosensibile era o problemă strategică în toate țările și era tratată cu cea mai mare discreție, chestiune vizibilă și din concurența acerbă dintre companiile Eastman Kodak, Agfa-Gevaert și companiile japoneze.
Grupul de cercetare a declarat că România ar trebui să cumpere o instalație care să producă 10 linii de produse de bază în prima fază, adică aproximativ 10 milioane de metri pătrați de material fotosensibil pe an. Unul dintre aceste produse era și filmul radiografic medical, care, în condiții normale, se ridica la 0,5 metri pătrați de film pe cap de locuitor pe an. În România, la acea vreme, se importau 0,05 metri pătrați pe persoană de la compania est-germană ORWO, de unde produsele fotosensibile și așa erau greu de obținut. S-a adoptat decizia și se dorea construirea noii fabrici în altă parte, din discuții reieșind că fusese ales orașul Curtea de Argeș. Directorul general al Combinatului de Îngrășăminte Azotoase Târgu-Mureș, Dorel Popa, a intervenit prin a sugera construirea la Târgu Mureș, unde exista deja o fabrică cu acest profil. Luând în considerare tradiția existentă în domeniul fotografiei, guvernul de stat comunist a decis să construiască o fabrică care să cuprindă o gamă largă de materiale fotosensibile care să satisfacă nevoile din industrie, sănătate, publicitate și artă.
Tranzacția instalației a fost încredințată Întreprinderii de Comerț Exterior București, la Târgu Mureș sosind prima dată un reprezentant al întreprinderii împreună cu un reprezentant al Kodak. Reprezentantul american a comunicat că trebuie să evalueze cererea din România și că urmează ca România să importe materiale semifinite, lucru neacceptabil pentru conducerea statului și a partidului, întrucât profitul ar fi ajuns în străinătate. Alte companii americane au promis echipamente, dar nu au oferit nicio garanție, ORWO nu a răspuns solicitării iar echipamentele industriei fotografice rusești nu erau foarte diferite de echipamentele rudimentare de la fabrica veche din Târgu Mureș.

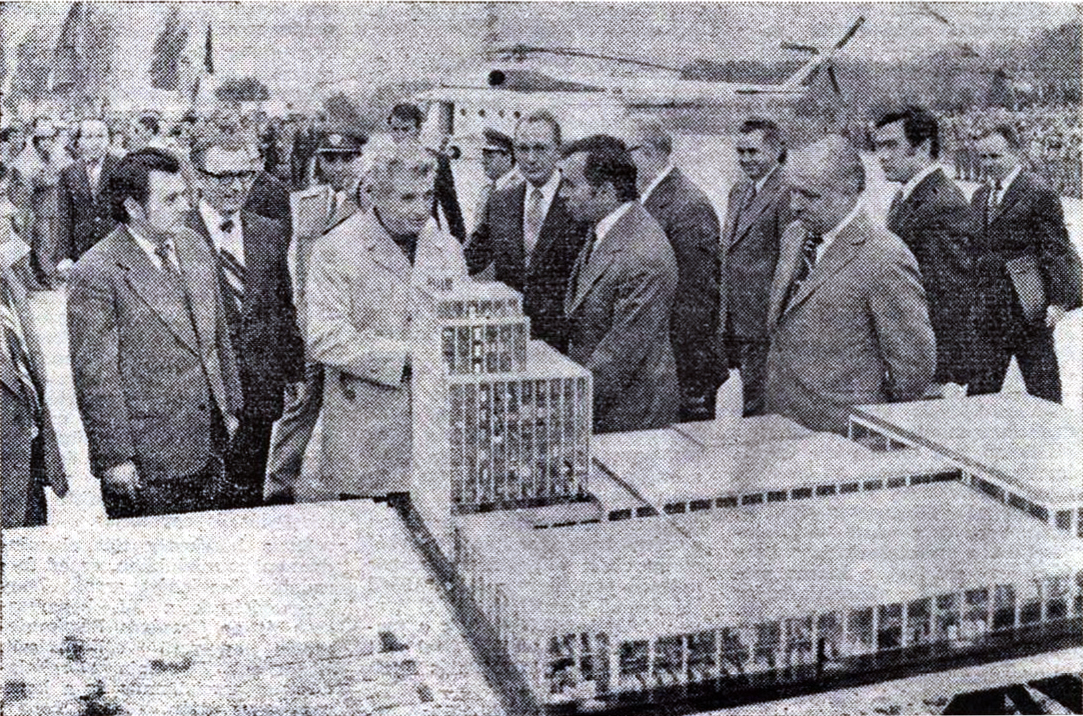
Nicolae Ceaușescu în vizită la Azomureș (20 iunie 1978). În prim-plan macheta viitoarei secții de materiale fotosensibile.

În schimb, compania Konishiroku Photo Industry Co., Ltd.⁠(en)[traduceți] (ulterior Konica) din Tōkyō, Japonia a făcut o ofertă completă privind tehnologia și echipamentele de producție pentru cele zece linii de produse solicitate. Negocierile dintre statul român și companie au durat mai mult de doi ani, iar în 1975 contractul a fost ratificat.
În 1976, Justin Rogoz, adjunct al ministrului industriei chimice, care a întreprins o vizită în Japonia, a avut convorbiri cu Ilisashi Murata și cu conducători ai altor mari companii nipone, printre care Mitsui, Mitsubishi, Nichimen⁠(d), Ōkura⁠(d) și Konishiroku, în cadrul cărora au fost examinate posibilitățile de dezvoltare a schimburilor de produse între aceste firme nipone și unitățile Ministerului Industriei Chimice din țară, precum și modul în care se pun în aplicare prevederile documentelor privind colaborarea în domeniul chimiei.
Ca urmare a cutremurului din 1977, compania Konishiroku a donat României filme radiografice.
În 20 iunie 1978 Nicolae și Elena Ceaușescu au efectuat o vizită de lucru în județul Mureș, cu această ocazie ajungând și la Combinatul de Îngrășăminte Azotoase Târgu-Mureș, unde au fost întâmpinați de directorul combinatului, Dorel Popa, și de ministrul industriei chimice, Mihail Florescu.

#### Fabrica nouă
Construcția propriu-zisă a fabricii din cadrul Combinatului de Îngrășăminte Azotoase Târgu-Mureș a durat din 1978 până în 1980, reprezentând cel mai mare obiectiv de investiții al județului Mureș din cincinalul 1976–1980. Inițial partea japoneză nu a avut încredere în competența părții românești, însă îndoiala a fost infirmată ulterior.
Platforma Uzinei de Materiale Fotosensibile a fost amplasată în partea de nord a orașului, la 2,5 km distanță față de centru și avea o suprafață de aproximativ 7 hectare. Construcția secției a revenit Trustului de construcții chimice Cluj-Napoca și Grupului de șantiere din Târgu-Mureș, având un grad de complexitate mare.
Evoluția lucrărilor a fost urmărită de primul secretar al comitetului județean de partid, Nicolae Vereș, și de directorul Combinatului de Îngrășăminte Azotoase, Dorel Popa. În 1978 s-au înregistrat rămâneri în urmă în ceea ce privește construcția, decalaj compensat de lucrul în lunile ianuarie și februarie 1979. Constructorul s-a confruntat cu lipsa de materiale de construcții și montaj, insuficiența forței de muncă și primirea întârziată a unor utilaje tehnologice.
Clădirea principală construită din beton armat, cu rolul de secție pentru emulsie, avea o suprafață desfășurată de 12 000 mp, 55 m înălțime și 14 etaje, devenind un reper în oraș. Aceasta a fost proiectată de compania japoneză Fujitsu pentru a rezista la un cutremur de maxim 9,4 grade pe scara Richter, iar structura de rezistență a fost terminată în 15 noiembrie 1978.
În timpul construcției fabricii un grup de 30–40 de cetățeni niponi a locuit în Târgu Mureș, ca specialiști care au ajutat la montarea utilajelor și la instruirea angajaților. Potrivit jurnalistei Éva Máthé de la Romániai Magyar Szó, statul român a plătit companiei Konishiroku Photo Industry Co., Ltd.⁠(en)[traduceți] o sumă de ordinul a milioanelor de dolari americani pentru tehnologia și echipamentul propriu-zis, plus alte cheltuieli cu echipamente din Germania, Marea Britanie și alte țări. Pe lângă instalațiile produse de Konishiroku existau și cele ale Ōkura⁠(d).
Cu ocazia zilei de 23 august 1980 s-au încheiat lucrările de montaj și probele mecanice.
În contextul probelelor mecanice deja începute și a lucrărilor de construcție și montaj definitivate (turnul de emulsie, secțiile turnare-uscare și ambalare, linia de transport și secția utilități, condiționarea aerului, centrala termică și obiectivele secundare: stațiile de frig cu freon și amoniac) precum și a probelor de presiune, se avea în vedere ca secția să intre în funcțiune în 31 decembrie 1980 cu linii de producție pentru hârtii fotosensibile color, filme industriale și medicale, filme pentru cinematografie și amatori. Au mai rămas ca după acea dată de executat lucrări la laborator, hala dozare reactiv, stațiile de tratare a apei (obiectiv auxiliar), care însă nu condiționau intrarea în probele tehnologice. Constructorul s-a concentrat de asemenea pe definitivarea obiectivelor care condiționau intrarea în probele tehnologice. Lucrătorii specialiști din Combinatul de Îngrășăminte Azotoase au efectuat o serie de lucrări complexe precum cele de automatizare a proceselor electrice, termice și altele.
Potrivit inginerului Foll Csaba într-un interviu pentru ziarul Scînteia, existau în decembrie 1979 furnizori din țară care nu au respectat termenul de livrare a unor utilaje, precum 4 mese rotative și 49 motoreductoare pentru conveior, 1 100 de role pentru transportoare, 9 cilindri pneumatici de acționare de la Întreprinderea „Unio” Satu Mare, 7 ventilatoare de la Întreprinderea de ventilatoare București, 16 pompe de la Întreprinderea de pompe „Aversa” din București, 12 baterii și filtre de încălzire de la I.A.A. Alexandria, precum și multe aparate de măsură și control de la I.A.M.C. Otopeni, Întreprinderea de utilaj petrolier Târgoviște, Întreprinderea de panouri și tablouri electrice Alexandria și altele.
Fabrica a avut de la început specialiști de la fabrica veche de hârtie fotografică din oraș, fiind integrați un număr de 100 de angajați. În secție exista un total de 600 de angajați: chimiști, fizicieni, tehnicieni, maeștri, muncitori calificați și necalificați. Un număr de tehnicieni (operatori chimiști) au început să fie instruiți în unitățile de producție din Japonia, precum și la liceul industrial de chimie din Târgu Mureș și în secția veche. În 1983, dintre noii angajați erau și patru generații de absolvenți ai Facultății de Chimie din oraș. Vârsta medie a inginerilor era de 27–30 de ani iar mai mult de 60 % dintre toți lucrătorii erau femei.
Cercetătorii din Institutul Național de Cercetare - Dezvoltare pentru Chimie și Petrochimie (ICECHIM) au preluat în țară tehnologia producerii unui număr de reactivi și materii prime.
Procesele tehnologice aveau loc în întuneric. Tehnologia și produsele fabricii aveau aceeași licență, astfel existând pentru început licențe Konishiroku pentru 9 produse de bază. Aprovizionarea cu azotat de argint (materie primă) se realiza de la Întreprinderea metalurgică Baia Mare. Alte 400 de substanțe, în cantități neglijabile, proveneau din 42 de întreprinderi: o parte dintre reactivi erau produși de Azomureș, hidantoina la Terapia Cluj iar crisoferina la Sintofarm București și altele. Întreprinderea chimică Dudești livra 14 substanțe, Institutul de chimie din Cluj 29, Combinatul petrochimic din Ploiești 12, Întreprinderea chimică din Turda 14. Colectivul de cercetare, împreună cu specialiștii uzinei, au început diversificarea producției pentru consumul intern al țării prin asimilări. De asemenea, asimilări în cadrul combinatului au avut loc și pentru toate materiile prime necesare producției și prelucrării materialelor fotosensibile, fiind antrenate un număr considerabil de unități de cercetare specializate și de producție.
În 1982 a început producția propriu-zisă iar la nivelul lunii ianuarie au început alte testări și existau 5 produse lansate. În ianuarie 1983 existau 35 de produse iar fabrica a început să acopere aproape în totalitate necesarul de hârtie fotografică din România. După creșterea capacității de producție se avea în vedere în 1983 și exportul pe viitor de materiale fotosensibile. Până atunci de produceau trei tipuri de filme radiografice industriale, filme alb-negru și color care au început să fie utilizate de Studiourile Buftea, hârtii fotografice alb-negru și color, filme radiografice medicale, o gamă de filme și hârtii pentru industria de imprimare și fototipare, o gamă de filme și hârtii pentru industria textilă și o gamă de filme pentru industrie.
Întreprinderea de detergenți din Timișoara a început să producă soluțiile chimice necesare prelucrărilor fotografice.
Potrivit unor estimări, în 1982 produsele fabricii au acoperit importuri care ar fi valorat 20 de milioane de dolari. Tot atunci s-au fabricat 30 de sortimente noi.
Până în 1983 s-a dezvoltat tehnologia de producție a filmelor radiografice industriale, a filmelor și hârtiilor pentru fotocopiere, cele cu destinație tipografică și tehnologii de producție chimică.
În mai 1983 Combinatul de hârtie și celuloză „Letea” Bacău a introdus în fabricație sortimentul de hârtie tehnică neagră pentru ambalarea materialelor fotosensibile, hârtie care până atunci era importată. În 13 septembrie 1983 Nicolae și Elena Ceaușescu, în contextul vizitei în județul Mureș, au aterizat cu elicopterul prezidențial la secție, unde li s-au prezentat produse fotosensibile și capacitățile de producție existente la acel moment și cele care vor fi date în folosință în viitor.
În anul 1984 peste 90 % din substanțele de bază în producție erau asimilate sau în curs de asimilare în țară. În același an Ion Caramitru a fost invitat să joace într-o reclamă pentru filmul fotografic Azopan.
Combinatul s-a remarcat a fi singurul producător român de filme și produse foto dar și una dintre cele mai noi întreprinderi de materiale fotosensibile din lume. Până în 1989, filmele produse au dominat piața românească de profil, având cerere în studiourile cinematografice și secțiile de radiologie ale spitalelor din întreaga țară. De asemenea, produsele erau folosite de membrii Asociației artiștilor fotografi, fotoreporterii Agenției române de presă (Agerpres), specialiștii Studioului de artă foto al Casei Scînteii, fotografii unor institute de cercetări etc.
Cu ocazia inaugurării Târgului Internațional București (TIB) în 1981, organizat în Complexul expozițional din Piața Scînteii, au fost prezentate și materialele fotosensibile Azomureș: film radiografic medical AZO-X; film negativ pan-cromatic AZOPAN, film radiografic industrial Gamagraf, hârtie foto color și alb-negru. La cea de a XV-a ediție a Târgului Internațional București la 14 octombrie 1989 s-au prezentat și produsele: film radiografic medical ortocromatic AZO-X, film radiografic industrial pentru uz nuclear Gamagraf NG1, NG2, NG 3, film negativ color Azocolor 100.
La nivelul anului 1985 existau 54 de produse fabricate, dintre care 45 realizate pe baza cercetărilor românești și s-a început activitatea de export. Dintre acestea au existat filmele radiografice industriale destinate grosimilor mai mari de 5 mm și filmele radiografice medicale cu prelucrare la 90 de secunde. S-au mai produs hârtii fotografice alb-negru și color, filme tehnice, filme medicale, filme pentru cinematografie și televiziune, filme și hârtie poligrafică, filme pentru sonde, aviație, meteorologie, seismografie și altele.
În același an s-au desfășurat probe tehnologice la instalațiile de sinteză organică de mic tonaj, având la bază 160 de tehnologii autohtone realizate în parteneriat cu cercetătorii de la Institutul Central de Chimie, pentru a se asigura în țară majoritatea substanțelor necesare materialelor fotosensibile. De asemenea s-au derulat cercetări pentru obținerea altor tipuri de filme radiografice industriale, produse fără argint, produse diazo și reactivi specifici. Instalația de reactivi specifici a intrat în funcțiune, estimându-se că va produce 44 de sortimente și o economie de ordinul a zecilor de milioane de dolari.
Filmele radiografice industriale Gamagraf, produse în trei sortimente, au primit medalia de aur la Târgul Internațional de la Leipzig din 1985. Însă pentru a corespunde standardelor impuse de compania titulară proiectului de construcție a centralei nucleare de la Cernavodă, acestea au trebuit a fi îmbunătățite, pentru a se putea controla calitatea utilajelor fabricate în țară și a instalațiilor montate în CN Cernavodă.
La nivelul anului 1987 existau 90 de produse fabricate.
În 1990 se avea în vedere crearea unei societăți mixte (joint venture) împreună cu companii din Japonia și Republica Federală Germania pentru a asigura deschiderea de rețele de distribuire a produselor pe piața externă. În 1992, președintele Ōkura⁠(d) & Co. Ltd., a declarat înființarea societății mixte româno-japoneze Rokura SRL, cu servicii în dezvoltare de rețele de radiocomunicații.

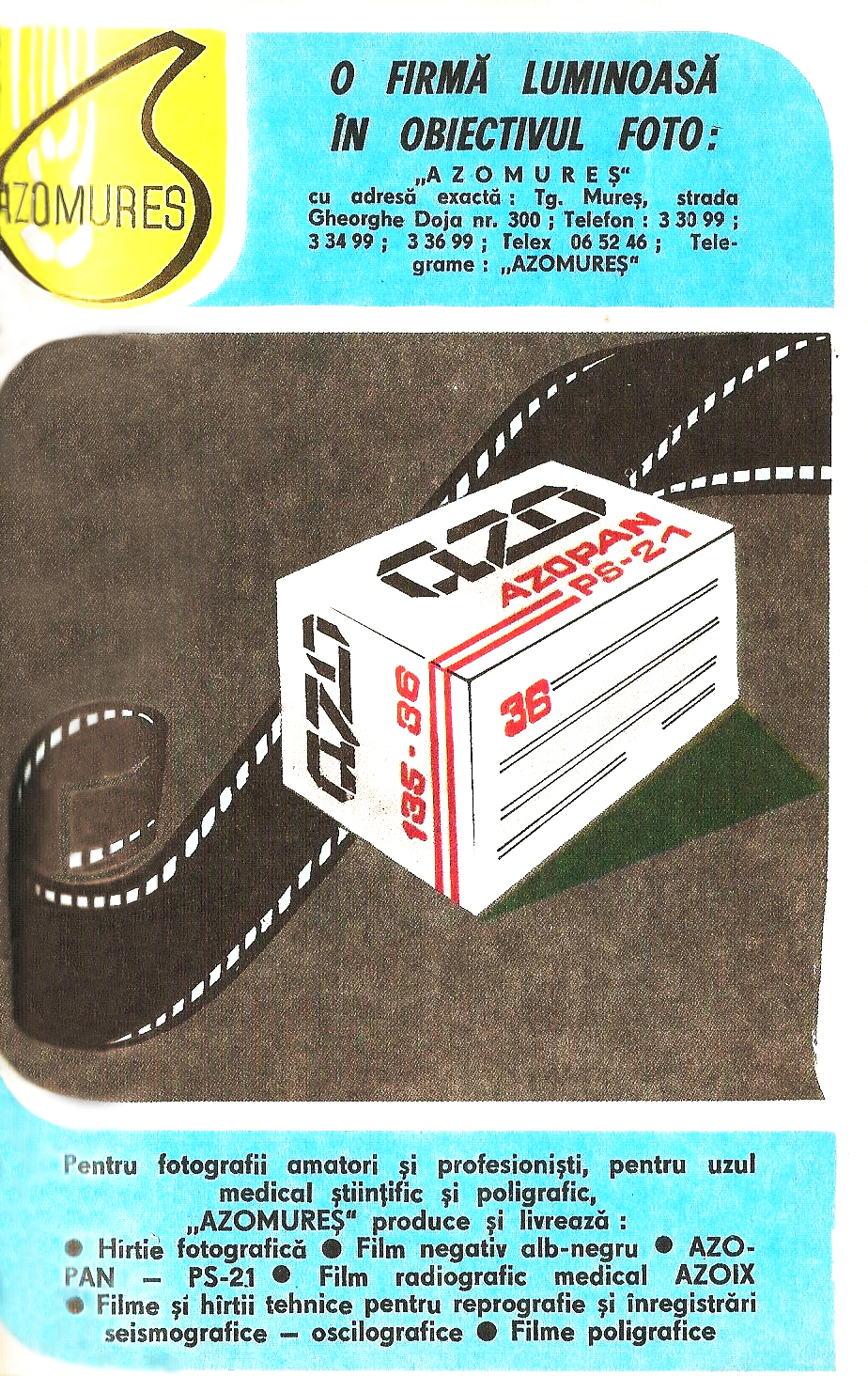
Reclamă în Almanah Scînteia din 1981

#### Desființare
Potrivit unui comunicat al Azomureș transmis Bursei de Valori București, Adunarea Generală a Acționarilor societății reunită la sfârșitul lunii aprilie din 2003, a hotărât, în urma analizei activității unor subunități, închiderea uzinei de materiale fotosensibile.
Un motiv al închiderii l-a reprezentat concurența cu companiile mari din domeniu care și-au dezvoltat sisteme de distribuție locală după 1989 pe piața românească. Principalii competitori erau: Agfa-Gevaert, Fujifilm, Eastman Kodak, Polaroid și 3M, care și-au dezvoltat campanii de promovare, tehnică implementată cu succes pe piața locală puțin dezvoltată. Vânzările de filme de la alte companii au crescut după 1998, dar totodată cu evoluția pieței gri și negre.
La finalul anilor 1990, disputarea pieței de către companii se făcea la începutul fiecărei veri, în perioada vacanțelor și concediilor. După o estimare de la acea vreme, aproximativ 60 % din vânzările de filme, indiferent de producător, s-au concentrat în lunile iunie, iulie și august, având cel mai utilizat film cel cu sensibilitatea de 100 ASA și cu 36 de poziții.
După datele societății Azomureș, numărul aparatelor de fotografiat pe cap de locuitor era printre cele mai mici din Europa, iar consumul de filme foto pe cap de locuitor era de 10 ori mai mic decât media din țările dezvoltate. Conform rezultatelor studiului Omnibus al firmei Mercury Research, din 1 500 de respondenți doar 30,4 % obișnuiau să facă fotografii cu aparatul de fotografiat personal, în timp ce 43,9 % nu aveau un astfel de produs. Din datele studiului mai reiese că din cei care făceau fotografii 47 % aveau vârsta cuprinsă între 15 și 29 de ani, 36 % aveau vârsta cuprinsă între 30 și 44 de ani, 23,6 % aveau între 45 și 59 de ani și 5,4 % aveau peste 60 de ani.
Tehnologia învechită de producere a uzinei ducea la costuri de producție ridicate. În timp, produsele de la Azomureș au ieșit din atenția amatorilor sau studiourilor foto specializate. Pe de altă parte, după 1990 au dispărut și segmente întregi de clienți: cercuri de elevi, cluburi uzinale, cluburi sindicale, cercuri studențești și asociații ale artiștilor fotografi iar tendința a fost să se renunțe, din motive economice, la prelucrarea făcută de fotograful amator în propriul laborator și să frecventeze centre moderne de prelucrare cu minilaboratoare care elimină prelucrarea manuală. În acest fel, Azomureș, care producea un singur tip de film negativ color (Azocolor 100), a trebuit să facă față concurenței ce avea o piață diversificată de filme negative color și sensibilități și să se axeze prin crearea unei rețele de centre proprii de prelucrare filme color. În același timp, tranziția la fotografia digitală a creat alte dificultăți.
Reprezentantul Azomureș, Yetkin Ernan, a declarat în anul 2003, că principalii clienți au rămas spitalele, clinicile sau secțiile de radiologie, însă spitalele înregistrau întârzieri mari la plata materialelor sau nu le mai plăteau. Datoriile acumulate din neplată se aproximau la câteva zeci de miliarde de lei vechi. Secția producea 75 % din filmele radiologice folosite în sistemul sanitar românesc.
În trecut au fost fabricate între 80 și 85 de produse, iar în 2003 între 60 și 62. În perioada de apogeu, se fabricau 6 milioane de bucăți de material pe an. Pe lângă sectorul medical mai existau drept clienți poliția, armata și tipografiile, deci având o piață sigură.
Prin scăderea cererii de materiale fotografice, costuri ridicate și problemele privind încasarea plăților au existat pierderi anuale de circa 500 000 de dolari pe an, în ultimii cinci ani de existență a fabricii. Fabrica a fost închisă în anul 2003 iar angajații, aproximativ 380–390, disponibilizați, conducerea anunțând agențiile de forță de muncă din județul Mureș că va face concedieri colective.
La momentul închiderii s-au pronunțat experți, nemenționați de jurnalista Éva Máthé de la Romániai Magyar Szó, care au subliniat că fabrica este încă un jucător viabil pe piață, dar că ar trebui modernizată. Deși industria materialelor fotosensibile era la apogeu în perioada anilor 1960 și pe măsură ce tehnologia informatică a avansat s-a dus la utilizarea scăzută a multor produse într-o anumită măsură, au continuat totuși să existe domenii în care materialele nu puteau fi înlocuite, precum în medicină, unde exista nevoia de filme radiografice medicale.
Presa românească a relatat la acea vreme că închiderea fabricii va costa statul 10 milioane de dolari din cauza importurilor de film radiografic ce urmau a se face. Drept urmare, s-a ajuns la concluzia că ar fi costat mult mai puțin statul român să administreze compania fără profit decât să importe materiale ulterior, care urmau a fi acoperite din fonduri publice. De asemenea, nu se cunoaște de ce statul nu a preluat acțiuni, în condițiile în care prețurile pe piața de capital ar fi acoperit din plin costul secției. O propunere de acest fel a fost adresată Fondului Proprietății de Stat (APAPS) de către sindicatul Azomureș. Pe de altă parte, premierul Adrian Năstase a declarat fabrica de antibiotice de la Iași drept întreprindere strategică și a menționat că fabrica de antibiotice va rămâne în proprietatea statului, alăturându-se campaniei împotriva tuberculozei, în condițiile în care tuberculoza este depistată cu ajutorul filmului radiografic.
În luna mai 2003 i s-a comunicat companiei turce Transworld Fertilizers Holding, proprietarul Azomureș, să semneze contracte de vânzare doar dacă cumpărătorii de film plătesc în termen de două luni. Deoarece spitalele nu au putut fi de acord cu această condiție, vânzarea de film radiografic medical nu a mai avut spor. În același timp, din mai 2003 prețurile la materiale fotografice de orice fel a crescut mult, indiferent de companie, astfel că exista șansa ca piața să poată fi recucerită de Azomureș. Însă acest lucru se putea face dacă spitalele ar fi plătit datoriile, cifrate la 56–57 de miliarde de lei vechi, ceea ce ar fi însemnat câteva luni de capital de lucru pentru companie. Potrivit jurnalistei de la Romániai Magyar Szó, nefiind o problemă gravă din moment ce era o datorie care revenea statului. Conducerea turcă s-a declarat suspicioasă asupra faptului că un alt factor are interesul ca fabrica de materiale fotosensibile să intre în faliment.
Totodată, combinatul de îngrășăminte azotoase ar fi putut integra cei aproximativ 380–390 de angajați de la secție, cu vârsta medie de 45 de ani, care nu își puteau găsi de muncă în alte sectoare ale economiei, punându-se problema de ce acționarul turc nu a numit o altă echipă de conducere a secției în scop de redresare. Foștii angajații au primit o sumă compensatorie echivalentă cu 4–6 luni de muncă de un salariu mediu, în funcție de timpul lucrat.
Europarlamentarul László Borbély a adus în discuție în Parlament situația secției, propunând ca APAPS să o preia din nou în proprietatea statului, să reevalueze uzina și să o privatizeze din nou. Însă acest lucru nu a fost acceptat pe considerentul că un posibil nou proprietar ar da companiei un profil complet diferit, cu care nu ar fi de acord, că o reprivatizare este foarte complicată și ar necesita înființată o nouă fabrică, cu un nou nume de marcă și un management separat. Proprietarii Azomureș ar fi preferat să se desprindă de secție decât să investească capital pentru a o lichida.
În primăvara anului 2007, Adunarea Generală a Acționarilor, convocată în ședință extraordinară, a decis vânzarea capacității de producere a materialelor fotosensibile la un preț de cel puțin 10 milioane de dolari. Însă consiliul de administrație a renunțat în toamna aceluiași an la intenția de vânzare în bloc a secției din cauza faptului că ofertele primite au fost mult sub prețul stabilit de Adunarea Generală a Acționarilor. Astfel, s-a decis valorificarea secției de materiale fotosensibile prin vânzarea fierului vechi și a instalațiilor, urmată ulterior de dezafectare.
Întrucât conducerea Azomureș nu a putut găsi un cumpărător pentru clădirea secției, care se afla într-o stare bună de conservare, compania a decis în 2016 să transforme unele spații în scopul găzduirii de evenimente culturale. Universitatea de Arte din Târgu Mureș și Centrul de inovare digitală Transilvania au declarat că vor transformarea și recondiționarea spațiilor din fosta fabrică, în scopul înființării unui muzeu virtual al comunismului, centru de artă digitală și experimentală cu departamente de video-multimedia, filme și instalații video dar și ateliere pentru artă stradală pe teme digitale și muzică electronică.
În ianuarie 2019 a fost creată o arhivă digitală de fotografii realizate în țară, după modelul arhivei Fortepan din Ungaria.

### Produse

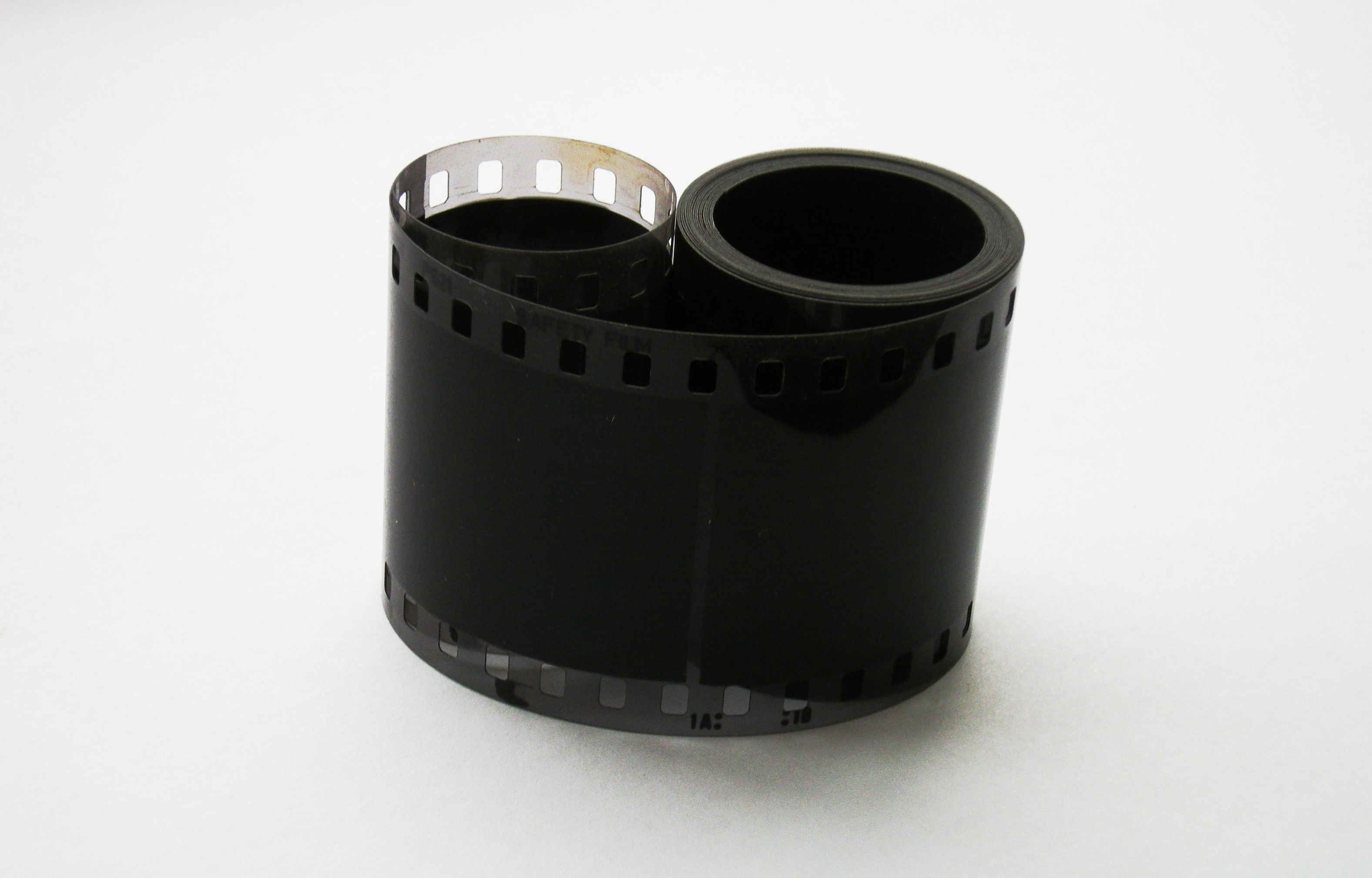
Film developat Azopan PS21 de 35 mm și 36 de poziții, cu perforații Kodak Standard.

Materialele fotosensibile produse erau încadrate la început în zece grupe:
1. hârtie fotografică alb-negru – suport celulozic baritat în două grosimi, subțire și carton, la formatele dimensionale uzuale, gradație de 4 tipuri: moale, normal, contrast, extracontrast.[51] Hârtia fotografică AZOBROM este o hârtie pe suport normal, celulozic, baritat cu un strat de emulsie fotosensibilă pe bază de bromură de argint, sensibilizată cromatic, cu excepția intervalului 380–520 nm, simbolizată cu litera B. Se fabrica în cinci gradații, respectiv moale (M), specială (S), normală (N), contrast (C) și extracontrast (EC). Suportul poate fi (O) semicarton (gramaj 175 g/m²) sau (1) carton (gramaj 260 g/m²), alb (1) sau gălbui (2). Se livra în șase calității de suprafață, lucioasă (1), semimată (2), mată (3), raster (7), filigran (8), cristal (9) Pe suport subțire hârtia se executa numai lucioasă. Modelele se notau prin simbolurile corespunzătoare ale gradului de contrast, grosimea suportului, culoarea suportului, structura suprafeței, asemănător cu notațiile folosite la hârtia ARFO. Sub simbolul BN 123 era hârtia normală, cu suport carton gălbui și suprafața mată. Se livra la formatele standardizate sau în formă de sul. Pachetele conțineau 10, 25, 100, 250 sau maximum 500 de file, în funcție de dimensiuni. Eticheta era tipărită colorat, în funcție de gradația hârtiei: verde pentru moale, violet pentru specială, roșu pentru normală, albastru pentru contrast, galben pentru extracontrast. În plicurile de format mai mare de 18x24 cm se punea o coală de probă cu dimensiunile de 9x12 cm din aceeași șarjă. Păstrarea se face în ambalajul original la 15–20° C, în condiții de umiditate relativă 60–65 %, la distanță de surse de căldură sau de acțiunea luminii solare. Depozitarea hârtiei în spații care conțin emanații de gaze, vapori de terebentină, uleiuri minerale, substanțe volatile, solvenți organici, produse cosmetice, produse de pielărie sau reactivi de prelucrare nu era permisă. Hârtia era competitivă cu produse similare ale unor firme precum Agfa-Gevaert sau Kodak;[52]
2. hârtie fotografică color – suport polietilat (hârtie plastic) într-o singură grosime, la formatele dimensionale uzuale, cu suprafață lucioasă și raster, gradația hârtiei normală;[51] hârtia fotografică AZOCOLOR este din hârtie plastic pe suport alb (grosime 0,25 mm), cu suprafață lucioasă (CL111) sau raster (CR117). Se prelucra conform unui proces scurt, în trei băi (revelare, fixare/albire și stabilizare) la temperaturile de 23° și 31° C, potrivită atât amatorilor, cât și profesioniștilor. Uscarea se făcea în aer liber sau în mașini de uscat cu aer încălzit, recomandându-se să nu se depășească însă temperatura de 45° C.[53] Hârtia fotografică se caracterizează printr-o bună redare a culorilor, apropiată de realitate. Culoarea pielii este redată pe o tentă caldă. În general, hârtia se poate compara cu hârtia produsă de Agfa, față de care este însă de circa două ori mai puțin sensibilă și ceva mai moale. Rezultatele cele mai bune se obțin după negative mediu saturate, după negative supraexpuse apar deformări cromatice. Totodată sunt de preferat negativele executate pe filme Agfa sau de tip Kodak, după care se obțin culori mai intense. Developarea hârtiei color se face în seturile de chimicale AZOPRINT;[53]
3. film radiografic medical – la formatele uzuale, de uz general (părți osoase, ori moi, dentar);[51] Modelele erau: film radiografic medical universal AZOIX RX-2, film cine-angiografic AZOIX AX-1, film fluorografic AZOIX MX-1, film seriografic AZOIX SX-1, film serio-angiografic AZOIX SAX-1;[53]
4. film litografic contact – destinat industriei poligrafice,[51] suport poliester nedeformabil, cu grosimea de 0,1 mm;[54]
5. film litografic ortocromatic – destinat industriei poligrafice,[51] suport poliester nedeformabil, cu grosimea de 0,1 mm;[54]
6. microfilm – destinat lucrărilor cu caracter documentar; peleculă pancromatică, cu sensibilitatea de 12 DIN, pe suport de triacetat de celuloză colorat, cu protecție antihalo, livrat la lungimi diferite, sub formă de film perforat sau neperforat de 35 mm;[54]
7. film pozitiv cinematografic alb-negru – cu lățimile uzuale de 35,32 și 16 mm, pe suport de triacetat de celuloză incolor, cu grosimea de 0,14 mm, se caracterizează printr-o granulație fină și grad de contrast mediu;[54] (vezi punctul 8 pentru modele)
8. film pozitiv cinematografic color – suport de triacetat de celuloză incolor, la lățimile uzuale, grosimea suportului de 0,14 mm, protecție antihalo cu un strat dorsal negru, care se elimină în prime fază a tratamentului de developare;[54] pentru cinematografie și televiziune modelele erau: film negativ alb-negru de 21 DIN tip 2011, film pozitiv alb-negru CPAN tip 2501, film pozitiv color CPC tip 3501, film reversibil alb-negru: RCP 21 tip 1611 (21 DIN), RCP 24 tip 1621 (24 DIN), RCP 27 tip 1631 (27 DIN).[53] Pentru uzul cineamatorilor existau filmele reversibile alb-negru RCP 18, RCP 21 și RCP 24 având sensibilitatea de 18, 21 și respectiv 24 DIN.[53] Uneori rolele cu film erau înfășurate în sens opus celui necesar (pelicula RCP-21 1 x S8, două bobine de câte 15 m), necesitând rebobinarea;[55]
9. film negativ alb-negru – destinat utilizării generale, fabricat pe suport de triacetat de celuloză, cu grosimea de 0,12 mm, cu strat antihalo încorporat (culoare gri-albastru), pentru formatul de 35 mm. Pentru formatul de 60 mm și planfiime, suportul este incolor, stratul antihalo fiind încorporat în stratul dorsal, la planfilm, negativul alb-negru fiind la formatele standard, sensibilitate de 21 DIN la lumină naturală și de 20 DIN la lumina artificială de bec cu incandescență, granulația extrafină, coeficientul de contrast de 0,7 în condiții normale de developare, livrat în casete metalice și cutii de protecție din material plastic;[54] modelul era AZOPAN PS-21, caracterizat printr-o granulație foarte fină, o bună latitudine de poză, redare superioară a detaliilor. Developarea în rețeta dată de producător asigură rezultate bune, dar se poate folosi și revelatorul ATONAL;[53]
10. film reversibil alb-negru – suport de triacetat de celuloză incolor, cu grosimea de 0,12 mm, la lățimile uzuale (35, 32, 16, 2x8 mm), sensibilitate de 16 DIN.[54]

Produse
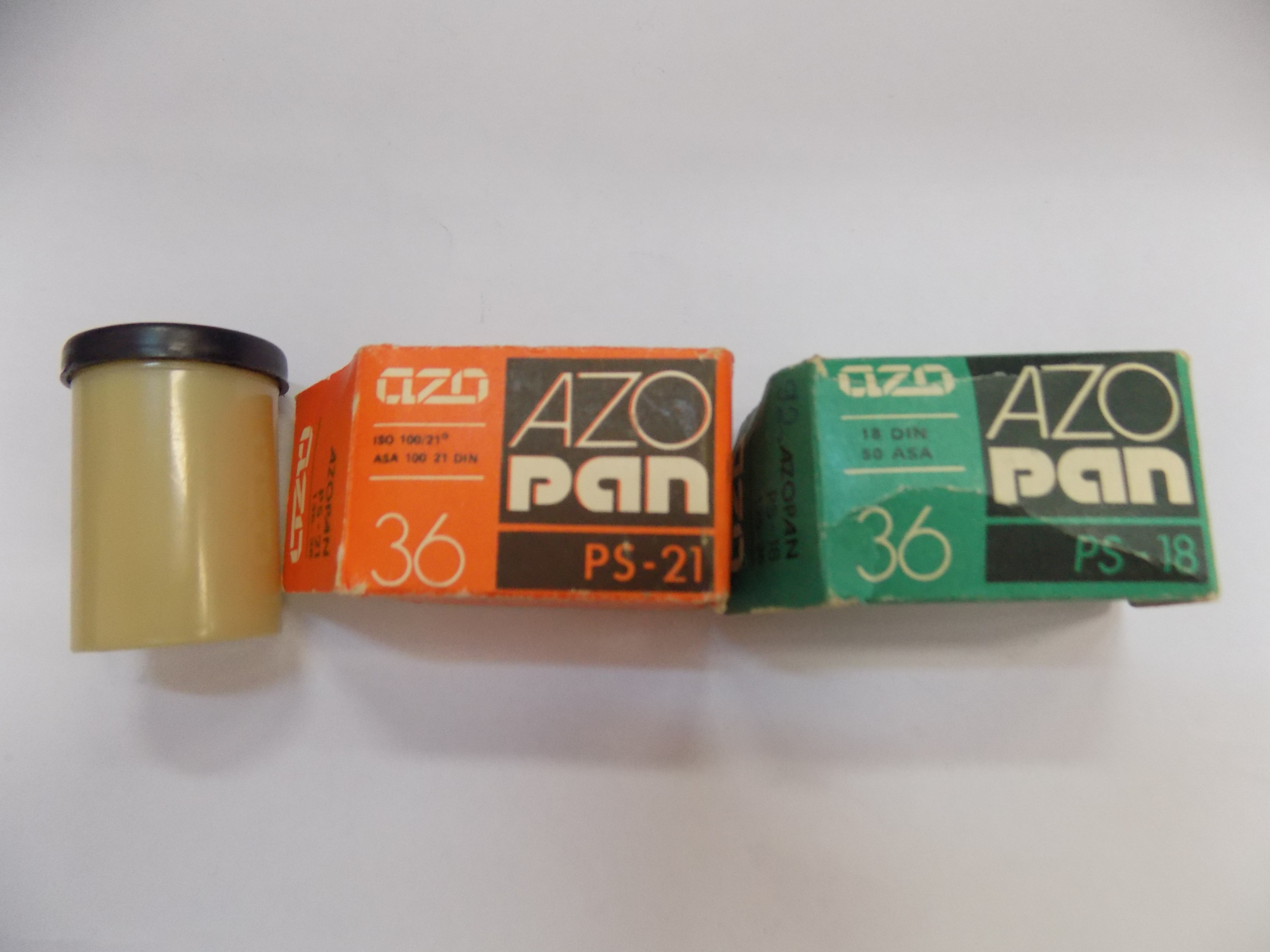
Ambalaje de filme negative alb-negru pancromatice (cutii carton și plastic), Azopan PS-18 și PS-21 cu 36 de poziții
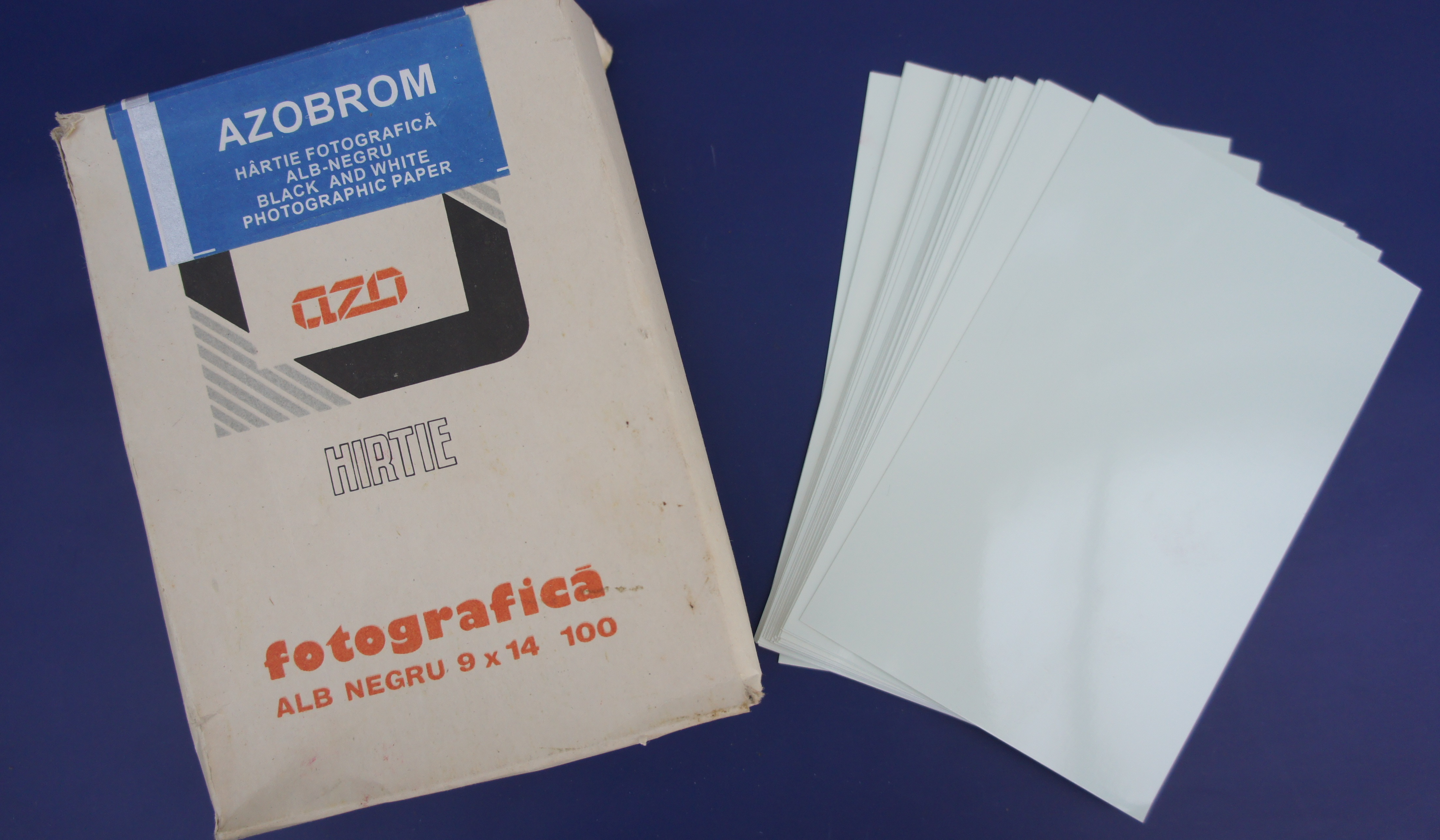
Top cu hârtie fotografică alb-negru Azo 9x14 cu 100 de bucăți
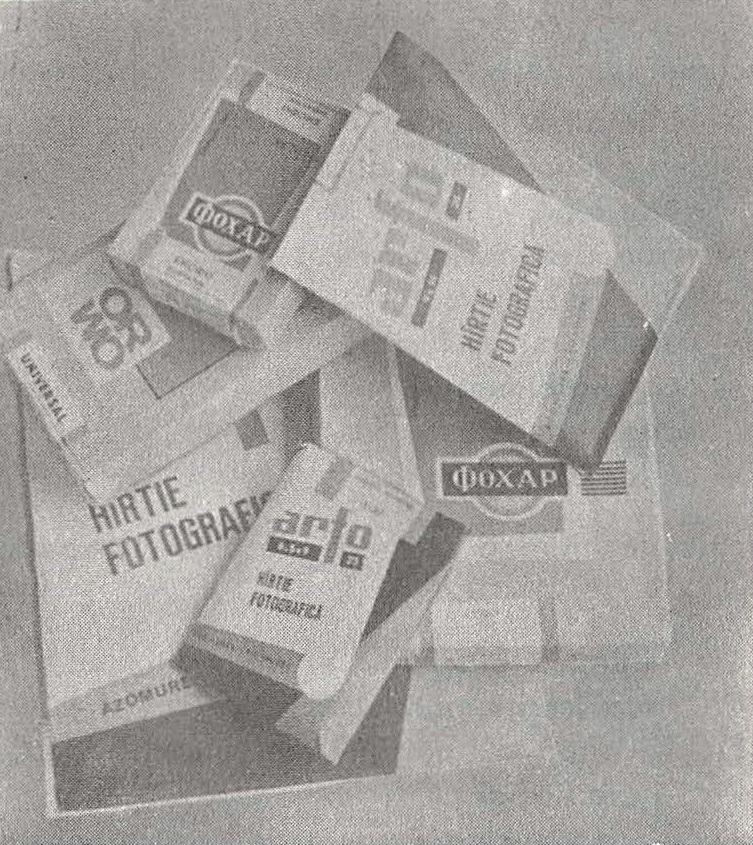
Top de hârtie fotografică AZOMUREȘ (la bază). Se pot vedea și topuri ARFO, produse tot la Târgu Mureș, Fohar (fabricate în R.P. Bulgaria) și ORWO (fabricate în R.D. Germană)
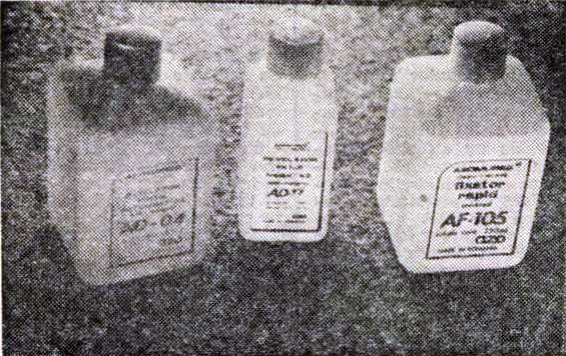
Substanțe de prelucrare fotografică AD-04, AD-17 și AF-105
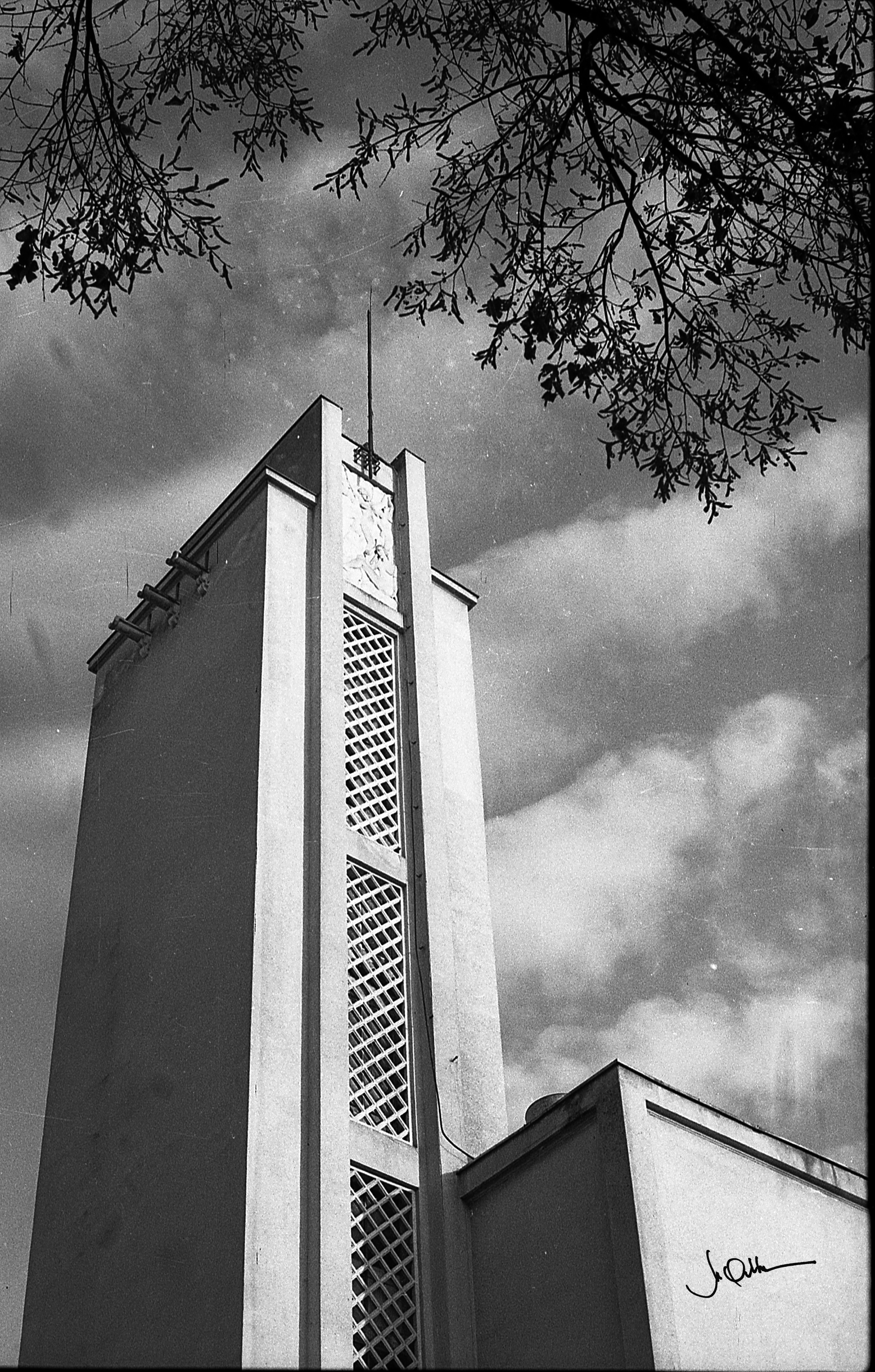
Fotografie pe film alb-negru Azopan PS 21, realizată în anul 1989 cu Casa Universitarilor din Cluj-Napoca
Secvența de final a filmului Noi, cei din linia întîi (1985) unde se menționează că a fost realizat pe peliculă ORWO și AZOMUREȘ

Printre produsele marcă înregistrată ale fabricii erau: AZOPAN (peliculă alb-negru), AZOCOLOR (peliculă color negativă și reversibilă), AZO (hârtie fotografică alb-negru – AZOBROM (cu sensibilitate mărită), AZOCOLOR (hârtie fotografică pentru negative color) dar și o serie de alte produse fotosensibile cu destinație specială (pentru industrie, cercetare, medicină etc.).
O caracteristică a filmelor negative era sensibilitatea față de temperatura de culoare a luminii, element hotărâtor în fotografia color, dar existent și la cele alb-negru. Însă, în marea lor majoritate, acestea aveau o toleranță suficientă pentru a permite negljarea calității luminii.
La categoria fototehnică, în 1984 existau: hârtie seismică AZOGRAF BS-2, hârtie oscilografică AZOGRAF BO-3, hârtie electrocardiografie AZOGRAF BE-2, hârtie fotoculegere AZOTIP AT-HC (cu suport baritat sau polietinat), hârtie document contact AZOREFLEX CD-2, hârtie document reprografică AZOSTAT BD-3, film fototehnic nesensibilizat AZOLITH CONTACT AC-51 p, film fototehnic ortocromatic AZOLITH SUPER ORTHOAO-71 p, film fototehnic de selecție de culoare AZOGRAFIC PAN AGP-33 p și AZOGRAFIC PAN AGP-23 p, film fototehnic nesensibilizat în semiton AZOGRAFIC N AGN-31 p și AZOGRAFIC N AGN-33 p, film fotoculegere AZOTIP AT-31 p, film geofizic AZOGRAF AG-21 p, film termostabil de sondă AZOTERM 100, film fototehnic de teledetecție aviatică AZOCART AL-21 p, film document negativ AZOCOPY DN-3, film document pozitiv AZOCOPY DP-1.
În 1985 întreprinderea a început să producă hârtia fototehnică cu developare directă, utilizată în industria de prospecțiuni geologice și filmul radiografic industrial tip: Gamagraf G-l (granulație foarte mică, sensibilitate mică), G-2 (granulație fină, sensibilitate medie) și G-3 (granulație medie, sensibilitate ridicată), care are o întrebuințare largă în industria construcțiilor de mașini, cu scopul controlului nedistructiv al sudurilor și al altor prelucrări industriale. Numărul tipurilor de materiale fotosensibile fabricate a ajuns la 54, din care 45 bazându-se pe cercetările românești din ultimii doi ani.
În scopul prelucrării filmelor și hârtiilor fotografice s-au lansat în toamna anului 1985 substanțele concentrate: AD-04 (revelator pentru hârtie fotografică), AD-17 (revelator pentru film) și AF-105 (fixator rapid cu destinație universală).
La nivelul anului 1987 numărul tipurilor de materiale fotosensibile a ajuns la 90 și s-a început producția de filme radiografice industriale de uz nuclear, film negativ alb-negru de 27 DIN, film negativ color Azocolor 100 și film pentru microscopie electronică AME.
În cadrul pregătirilor pentru eclipsa de Soare din 11 august 1999, s-a propus crearea și producerea unor ochelari de soare de filtrare, iar o comisie coordonată de Ministerul Muncii și Protecției Sociale, având în componență specialiști de la Ministerul Sănătății, Institutul Astronomic și organismul de certificare ICSPM-CS, și-a dat acordul prin Certificatul de conformitate nr. 471/31.05.1999 în privința producției de filtre pentru lumină solară model KFRI-2.
| Model        | Bază                  | ISO logaritmic și aritmetic | Tip       | Sensibilitate culoare                                            | Format | Developare | Descriere |
| ------------ | --------------------- | --------------------------- | --------- | ---------------------------------------------------------------- | --- | --- | --- |
| AZOPAN PS-21 | triacetat de celuloză | 21° DIN 100° ASA            | alb-negru | Film pancromatic (sensibil la toate lungimile de undă de lumină) | 120 6x9 cm (8), 6x7 cm (10), 6x6 cm (12), 6x4,5 cm (16), 5 cm (16) 135-36 24 x 36 mm (36 imagini) 135-20 24 x 36 mm (20 imagini) | • Recomandat de Azomureș: – revelator prefabricat D-76 sau de granulație ultrafină AD-16 (metol, sulfit de sodiu, hidrochinonă, metaborat de sodiu, bromură de potasiu, apă) sau D-16 fabricat de „Detergentul” Timișoara. • Echivalenți: – ORWO (E-102, R-09, A-49, N-113, MH-28) – Agfa-Gevaert – Ilford – Kodak | „În procesul de prelucrare, respectându-se cu strictețe indicațiile firmei producătoare, pelicula AZOPAN PS-21 se comportă deosebit de bine, imaginile negative obținute fiind extrafine din punct de vedere al granulației, sunt frumos conturate, cu tonuri de gri bine gradate și compensate.” |